# 北斯德布魯克島
北斯德布魯克島（North Stradbroke Island）是位於澳大利亞昆士蘭州首府布里斯班以東30公里處的一個島嶼，也是世界面積第二大的沙洲。在1896年之前，北斯德布魯克島是斯德布魯克島的一部分。但這一年的一場大風暴將斯德布魯克島分為南北兩部分。北斯德布魯克島南北長38公里，東西寬12公里。島上的主要產業是旅遊業。